# Lorenz af Østrig-Este
Ærkehertug Lorenz af Østrig-Este (Lorenz Otto Carl Amadeus Thadeus Maria Pius Andreas Marcus d'Aviano født 16. december 1955) er overhoved for Huset Habsburg-Este, der er en sidegren til Huset Habsburg. Igennem hans ægteskab er han Prins af Belgien, og den titel accepteres i Østrig, mens østrigske titler er forbudt der. Han er søn af ærkehertug Robert af Østrig-Este og sønnesøn af den sidste østrigske kejser Karl 1.

## Ægteskab og børn
Han blev gift i Bruxelles den 22. september 1984 med Astrid af Belgien, som er eneste datter af kong Albert 2. af Belgien. Da der der er lige arverettigheder for kvinder og mænd, kan titlen som prins(esse) af Belgien gives videre til ægtefæller og børn. Parret har fem børn:
1. Amedeo af Østrig-Este (1986-)
2. Maria Laura af Østrig-Este (1988-)
3. Joachim af Østrig-Este (1991-)
4. Luisa Maria af Østrig-Este (1995-)
5. Laetitia Maria af Østrig-Este (2003-)

## Titel
Lorenz har haft og skiftet titler gennem hele livet:
- 1955-1995: Hans Kejserlige og Kongelige Højhed Ærkehertug Lorenz af Østrig-Este, Kejserlig Prins af Østrig, Arveprins af Ungarn, Kroatien og Böhmen.
- 1995-1996: Hans Kejserlige og Kongelige Højhed Prins Lorenz af Belgien, Ærkehertug af Østrig-Este, Kejserlig Prins af Østrig, Arveprins af Ungarn, Kroatien og Böhmen.
- 1996- : Hans Kejserlige og Kongelige Højhed Prins Lorenz, Ærkehertug af Østrig-Este, Prins af Belgien, Hertug af Modena, Kejserlig Prins af Østrig, Arveprins af Ungarn, Kroatien og Böhmen.